# Marek Vančo
Marek Vančo (* 12. Juli 1989 in Karviná) ist ein tschechischer Handballspieler.

## Karriere
Marek Vančo spielte in Tschechien für HCB Karviná. 2014 wechselte er zum deutschen Drittligisten Dessau-Roßlauer HV. 2016 stieg er mit Dessau in die 2. Bundesliga auf. 2019 wechselte er zum Zweitligisten HC Elbflorenz. Nach der Saison 2022/23 agiert er beim HC Elbflorenz als Stand by-Spieler. Weiterhin übernimmt er im Nachwuchsbereich ein Traineramt.
Vančo steht im Kader der tschechischen Nationalmannschaft. Er nahm an der Europameisterschaft 2014, 2020 und 2022 teil.